# أرلن هاريس
أرلن هاريس (بالإنجليزية: Arlen Harris)‏ هو لاعب كرة قدم أمريكية أمريكي، ولد في 22 أبريل 1980 في تشيستر في الولايات المتحدة.

## وصلات خارجية
- أرلن هاريس على موقع مرجع كرة القدم المحترفة.كوم (الإنجليزية)